# Prohibit als pares
Prohibit als Pares (PAP) va ser un programa de Ràdio Flaixbac emès de dilluns a divendres en horari nocturn, concretament de les 10 de la nit a les 2 de la matinada. Era un programa de participació oberta, orientat als joves, on els oients proposaven i preguntaven obertament per temes referents a l'amor, el sexe, l'amistat, les infidelitats, el consum de drogues i altres problemàtiques o vivències personals. El programa comptava amb una hora en què la sexòloga del programa resolia els dubtes sexuals o psicològics dels oients. El programa destacà pel seu llenguatge explícit i pels relats vivencials en primera persona exposant temes molt personals de forma oberta.
En les darreres temporades, el programa va ser presentat i dirigit per Xavi Canalias, amb Elisenda Carod encarregada de producció i Elena Crespi com a sexòloga.

## Història
El PAP va ser dirigit per diferents locutors on a la primera etapa del programa, que va començar el 2003 i va acabar el 14 de juliol del 2006, estava presentat per Josep Lobató, l'Oriol Sàbat i la Venus.
A partir d'un recull d'intervencions del programa se'n va editar llibre homònim per a explicar, amb vocació pedagògica, alguns temes relacionats amb el sexe i els joves. El llibre, igual que el programa de ràdio, va ser molt criticat per tractar diversos temes tabú, però va obtenir un notable èxit de vendes gràcies al suport del públic jove.
Un any després, veient el gran èxit del primer llibre, es va posar a la venda el llibre Som PAP, un recull d'experiències d'amor, amistat i festes amb els pares i altres temes que no només fossin de sexe. En aquest llibre, Josep, Oriol i Venus explicaren experiències pròpies en cada un dels capítols.
Els tres locutors que van iniciar el format van deixar l'emissora catalana, i van fitxar per Europa FM, on seguiren amb el mateix format creat a Catalunya i Andorra, però per a tot el territori espanyol sota el nom de "Ponte A Prueba".
Paral·lelament, el 12 de setembre de 2006 es va iniciar la segona etapa de la versió catalana amb Xavi Canalias, l'Elisenda Carod i l'Elena Crespi com a presentadors, on es mantindrien 3 temporades.
El programa es va deixar d'emetre la temporada 2008-2009, i el 7 de setembre del 2009 va ser substituït per La llista negra, un programa de hip-hop, rap i rhythm-and-blues, presentat per Roger Carandell.

## Seccions
Al llarg del temps, el programa va anar elaborant diverses seccions en les quals els oients expressaven les seves vivències i opinions:
- Hora dels Dubtes Sexuals, en la qual Elena Crespi resolia dubtes de tota mena sobre sexualitat i psicologia.
- Contacte Directe, cada cert temps els locutors convidaven a un famós català a la ràdio i els oients li feien tota mena de preguntes.
- Guerra de Sexes, un debat obert sense censura en els quals els mateixos locutors del programa presentaven una pregunta oberta i persones de diferents sexes defensaven la seva posició aferrissada.